# Technomyrmex ilgi
Technomyrmex ilgi é uma espécie de formiga do gênero Technomyrmex.